# Acessórios para tubulações
Acessórios para tubulações são componentes utilizados em sistemas de tubulações e encanamentos para conectar-se diretamente tubos ou partes de tubulação, para se adaptar os diferentes tamanhos ou formas, e regular fluxos de fluido, por exemplo. Estas peças, especialmente de tipos incomuns, podem ser caras, e requerem tempo, materiais e ferramentas para serem instaladas, assim que são uma parte não trivial de sistemas de canalização e encanamento. Válvulas são tecnicamente acessórios, mas geralmente são discutidos separadamente. 
São exemplos de acessórios de tubulação as curvas, os joelhos ou cotovelos, os tês, as peças em "Y", as cruzetas, as selas (saddles), os colares, os anéis de reforço, as reduções, as luvas (coupling), as uniões, as flanges, os niples e as virolas.